# Why? (Fish Narc, Lil Tracy & Fantasy Camp)
Why? è un singolo dei rapper statunitensi Fish Narc, Lil Tracy e Fantasy Camp, pubblicato il 31 maggio 2019

## Tracce
1. Why? – 2:19